# Wilmot Fawkes
Sir Wilmot Hawksworth Fawkes (Barnet, 22 dicembre 1846 – Chippenham, 29 maggio 1926) è stato un ammiraglio inglese.

## Carriera navale
Fawkes si unì alla Royal Navy nel 1860 e nel 1867 venne promosso a tenente. Servì soprattutto nel Mediterraneo sulla HMS Prince Consort e sulla HMS Research. Nel 1880 è stato promosso a comandante e servì sulla HMS Northampton nel Nord America e nelle Indie Occidentali. Dopo alcuni anni tornò in Inghilterra per il comando della Royal Yacht Osborne, un incarico che ha ricoperto per due anni.
Promosso a capitano nel 1886, gli è stato dato il comando della HMS Raleigh prima di essere il Consulente dell'Ispettore Generale delle Fortificazioni Navali nel 1891. Allora ha preso il comando della HMS Mercury. Ritornò in Inghilterra nel 1897 per ricoprire la carica di Segretario privato del Primo Lord dell'Ammiragliato.
Nel 1899 è stato nominato un aiutante di campo della regina Vittoria. È stato promosso a Contrammiraglio il 1 gennaio 1901, prima di essere nominato Comandante in Capo, Stazione in Australia nel 1905 e del Plymouth (1908-1911).

## Morte
Fawkes sposò Juliana Hannah Mary Spicer nel 1875. Fawkes morì improvvisamente nel 1926 a Spye Park, Chippenham, quando era in visita al cognato, il capitano Spicer.